# Брайк, Грег
Грег Брайк (англ. Greg Bryk, 19 августа 1972 года, Виннипег, Манитоба) — канадский актёр, наиболее известен по роли Джереми Дэнверса в сериале «Укушенная», по роли Маллика в фильмах «Пила 5», «Пила 3D», а также по роли Иосифа Сида в видеоигре Far Cry 5.

## Биография
Родился в 1972 году в городе Виннипег, Канада. Его отец, Дон Брайк, был президентом канадской футбольной команды Winnipeg Blue Bombers (CFL). До того, как стать актёром, Грег работал официантом в ресторане, в Торонто. В 1990-х учился в Университете Куинс в Кингстоне, получил степень бакалавра изобразительных искусств. Там же он играл в университетской команде по футболу на позиции лайнбекера.
Дебютировал на телевидении в 1998 году. Первая серьёзная работа актёра на телевидении — телесериал «Регенезис», в котором он играл с 2004 по 2008.
В 2006 году сыграл главную отрицательную роль миллионера-садиста Виктора Харриса в видеофильме «Выживший», а в 2008 году — наркомана Маллика Скотта в фильме ужасов «Пила 5» и позднее повторил её в 2010, в «Пиле 3D».
В 2009 году сыграл центральную роль в научно-фантастическом боевике «Крикуны 2: Охота», который вышел сразу на DVD. В этом же году Грег появился в триллере «Кадиллак Долана» (экранизация произведения Стивена Кинга), а также в главной роли в телефильме «Смертельное море» (англ. Deadliest Sea), за которую был номинирован на премию «Джемини» в категории «Лучшая мужская роль второго плана в драматической программе или мини-сериале». 
С 2014 по 2016 год снимался в одной из главных ролей (Джереми Дэнверс) на протяжении трёх сезонов в канадском телесериале «Укушенная», транслируемом на канале Syfy Universal. Также подарил свою внешность и озвучил главного антагониста в компьютерной игре Far Cry 5.

## Личная жизнь
9 марта 1996 года женился на Даниэль Николас. У пары трое детей — Билли, Демпси и Элла. Проживает вместе с семьёй в Торонто.
В 2011 году Грег и его семья появились на телеканале DIY Network в программе Family Renovation. Грег и Даниэль купили и реконструировали 100-летний дом в Торонто.

## Фильмография
| Год       |     | Русское название                       | Оригинальное название                      | Роль                         |
| --------- | --- | -------------------------------------- | ------------------------------------------ | ---------------------------- |
| 1998      | ф   | Спасатели: Истории храбрости: Две пары | Rescuers: Stories of Courage: Two Families | сотрудник Гестапо            |
| 1998      | ф   | Ломбард                                | The Pawn                                   | Винни                        |
| 2000      | с   | Охотники за древностями                | Relic Hunter                               | Мэтт                         |
| 2001      | с   | Мутанты Икс                            | Mutant X                                   | Ледекер                      |
| 2002      | ф   | Парни с мётлами                        | Men with Brooms                            | Александер «Джаггернаут» Янт |
| 2004      | с   | Миссия ясновидения                     | 1-800-Missing                              | мистер Киган                 |
| 2004—2008 | с   | Регенезис                              | ReGenesis                                  | Вестон Филд                  |
| 2005      | ф   | Евангелие от Иоанна                    | The Gospel of John                         | апостол                      |
| 2005      | ф   | Оправданная жестокость                 | A History of Violence                      | Билли                        |
| 2006      | в   | Выживший                               | Living Death                               | Виктор Харрис                |
| 2007      | ф   | Роковой город                          | Weirdsville                                | Абель                        |
| 2007      | ф   | Пристрели их                           | Shoot 'Em Up                               | наёмный убийца               |
| 2008      | ф   | Невероятный Халк                       | The Incredible Hulk                        | коммандо #1                  |
| 2008      | ф   | Пила V                                 | Saw V                                      | Маллик Скотт                 |
| 2009      | в   | Крикуны 2: Охота                       | Screamers: The Hunting                     | коммандер Энди Секстон       |
| 2009      | ф   | Кадиллак Долана                        | Dolan's Cadillac                           | «Шеф», телохранитель Долана  |
| 2010      | ф   | РЭД                                    | RED                                        | пожарный                     |
| 2010      | ф   | Пила 3D                                | Saw 3D                                     | Маллик Скотт                 |
| 2011      | ф   | Война богов: Бессмертные               | Immortals                                  | Никомед, монах               |
| 2011—2012 | с   | Тринадцатый                            | XIII: The Series                           | Эймос                        |
| 2013      | с   | Никита                                 | Nikita                                     | Карл Джагер                  |
| 2014—2016 | с   | Укушенная                              | Bitten                                     | Джереми Дэнверс              |
| 2016—2018 | с   | Граница                                | Frontier                                   | Коббс Понд                   |
| 2017      | с   | Мэри убивает людей                     | Mary Kills People                          | Грэйди Бёргесс               |
| 2018      | кор | Фар Край 5: "За вратами Эдема"         | Far Cry 5: Inside Eden’s Gate              | Иосиф Сид / Joseph Seed      |
| 2018      | с   | Рассказ служанки                       | The Handmaid's Tale                        | Рэй Кашинг                   |
| 2019      | с   | Хадсон и Рекс                          | Hudson & Rex                               | Леонард Бунстра              |
| 2019      | ф   | К звёздам                              | Ad Astra                                   | Чип Гарнс                    |